# Туенти Уан Савидж
Шая Бин Абрахам-Йосиф (роден на 22 октомври 1992 г.), известен с псевдонима Туенти Уан Савидж, е британски рапър.
Получава внимание с проекти като Free Guwop (2015 г.), Savage Mode (2016 г., с Metro Boomim), преди пускането на дебютния си албум, Issa Album (2017). Става известен със своите песни „No Heart“ (2016 г.), „X“ (2016 г.) и „Bank Account“ (2017), и неговият дует с Post Malone – „Rockstar“, който достигна номер едно в Билборд Хот 100.

## Ранен живот
Роден е на 22 октомври 1992 г., в Лондон, Англия, Великобритания. Родителите му са имигранти от Карибите: майка му Хедър е от Доминика, а баща му е от Сейнт Винсент и Гренадини. Развеждат се, докато е дете. Има 4 братя и 6 сестри. Негов брат е починал при стрелба по време на сделка с наркотици.
Когато е 12-годишен, се преселва с майка си в Атланта, щата Джорджия, САЩ. В 7 клас е отстранен завинаги от всяко училище, намиращо се в окръг Дикалб, Джорджия, заради притежание на оръжие. Започва да посещава училище в столичния район на Атланта, след което е изпратен в изправителен център.
Като по-млад Йосиф е в банда, която е свързана с Блъдс, и извършва множество престъпни деяния с тях. През 2013 г., на 21-вия му рожден ден, е прострелян 6 пъти, а най-добрият му приятел е убит при опит за грабеж.

## Музикална кариера

### 2014 – 2015: Ранни изяви
На 12 ноември 2014 г. излиза дебютният сингъл на Туенти Уан Савидж, „Picky“, продуциран от DJ Plugg. По-късно я включва и в дебютния си mixtape, The Slaughter Tape издаден на 25 май 2015 г.
На 2 юли 2015, Туенти Уан Савидж издава съвместно EP, Free Guwop, с Сони Диджитъл. Това е почетен ЕП към неговия колега и идол Гучи Мейн. На 1 декември 2015 г., Туенти Уан Савидж пуска своя втори mixtape „Slaughter King“.

### 2016 г.–настояще:Savage Modeидебютен албум
През юни 2016 година, Туенти Уан Савидж е обявен за един от „начинаещите“ рапъри за 2016 г. от хип-хоп магазина XXL. На 15 юли 2016, 21 Savage пусна своя съвместен ЕП Savage Mode с атлантския продуцент Metro Boomin. Записа получи международен успех и достигна 23-то място в билборд 200, който се превърна в най-популярния ЕП в момента. Той беше на корицата на списание Фейдер. Билборд потвърди, че сингъла му „X“ в дует с Future ще стане платинен в САЩ, с това той става първият платинен запис на 21 Savage. На 18 януари 2017 г., Туенти Уан Савидж обяви, че е подписал с лейбъла Epic Records.
През 2017 година, неговият дебютен студиен албум, Issa Album достигна номер две в Billboard 200. Първият сингъл, „Bank Account“, попадна в топ 20 на Билборд Хот 100. По-късно през същата година, той записа дует с Пост Малоун – „Rockstar“, който достигна номер едно в Билборд Хот 100, и чупи няколко рекорда.

## Личен живот
Туенти Уан Савидж практики вуду. Рапърът се среща с модела Амбър Роуз от лятото на 2017 година. Има три деца.
На 3 февруари 2019 г. е задържан от имиграционните власти заради незаконно пребиваване в САЩ, въпреки че живее там от 7-годишен и е подавал многократни молби за виза.